# Мардж Сімпсон
Марджорі (Мардж) Сімпсон (до шлюбу Був'є) (англ. Marjorie "Marge" Simpson, née Bouvier) — одна з головних персонажок анімаційного серіалу Сімпсони, дружина Гомера Сімпсона, мати Ліси та Барта. Домогосподарка, майже весь свій час проводить удома, доглядаючи наймолодшу дитину Меґґі, а також Барта, Лісу і чоловіка. Найвідоміша особливість героїні — блакитне волосся, зібране у високу зачіску — «вулик». Мардж названо на честь матері творця серіалу Мета Ґрейнінґа Марґарет (Мардж) Ґрейнінґ.

## Особистість

Мардж і Гомер у юності (1974), серія «The Way We Was»

Мардж це втілення стереотипного образу «матері» у ситкомах, якій часто притаманна наївність і довірливість. Попри високу «моральність», у порівнянні з іншими персонажами, Мардж також нерідко брала участь у різноманітних пригодах і витівках протягом усієї історії шоу. Серед них: короткочасна служба у спринґфілдській поліції, лікування від «дорожньої люті», ув'язнення за пограбування магазину, нездорова пристрасть до азартних ігор, потяг до алкоголю, передозування стероїдами, шахраювання на кулінарному конкурсі та стан амнезії. У серії «Радість секти» їй вдалося уникнути «промивання мізків» представниками нової релігії та проявити напрочуд сильну волю. Мардж — єдина з усієї сім'ї сумлінна парафіянка.
Не зважаючи на загалом лагідне і доброзичливе ставлення до решти родини, Мардж неодноразово «зривається»: кілька її сварок з Гомером закінчуються втечею з дому; також вона при потребі проявляє суворість у дисципліні дітей.
У політичному відношенні Мардж здебільшого співчуває Демократичній партії. В одній з серій вона згадує, що голосувала за Джиммі Картера («двічі», додає Ліса), підтримувала кандидатуру чинного губернатора штату Мері Бейлі, а також мала важку депресію після смерті Ліндона Джонсона.

## Обдарування
Мардж — талановита художниця. У роки юності, будучи закоханою в Рінґо Старра, створила велику кількість його портретів. Написавши йому листа, вона отримала відповідь лише 25 років потому. Після того, як Гомер знайшов її старі картини, за порадою Ліси Мардж взяла участь у малярському конкурсі, презентувавши портрет свого п'яного чоловіка, що спить на дивані, та завоювала перемогу. Пізніше Монтґомері Бернс замовив їй свій портрет, утім низка спроб виконати його виявилися невдалими. Нове натхнення подарувала Мардж несподівана відповідь Рінґо Старра на її давній лист, — у результаті чого портрет пана Бернса в стилі «ню» заслужив найвищої похвали замовника.
Мардж також є талановитою кухаркою. В одній із серій вона започаткувала власний бізнес із виготовлення та продажу прецлів, який процвітав завдяки підтримці мафії, проте згодом занепав. Неодноразово брала участь у різноманітних кулінарних конкурсах, проте часто програвала через непорядне ставлення суперників чи технічні негаразди. «Фірмова» страва Мардж, обожнювана Гомером, — смажені реберця.

## Зовнішність

### Волосся
У роки юності Мардж мала довге волосся, що спускалося донизу, але вже у старших класах почала носити свій характерний високий «вулик» (певною мірою це суперечить деяким серіям, у яких Мардж зображена з «вуликом» ще дитиною). Довжина її кіс у розпущеному вигляді (як видно в одній із пізніших серій) сягає колін, що видається логічним, адже меншої кількості волосся було б недостатньо для створення такої високої зачіски. В серії «Шоу дев'яностих» показано Мардж у роки навчання в коледжі, де її волосся має значно меншу довжину: трохи вище від плечей.
У серії «Секрети успішного шлюбу» Гомер розповідає, що Мардж фарбує своє волосся в синій колір через те, що «геть посивіла ще у 17-річному віці». Через таку надзвичайну зачіску зріст Мардж сягає 8 футів 6 дюймів (≈ 260 см), однак у раніших серіях її зачіска мала 220 см, наприклад в 1 серії 7 сезону. У коментарі до DVD четвертого сезону Ґрейнінґ пояснює, що початковою ідеєю, яка ховалася за велетенською зачіскою Мардж, були довгі, як у зайця, вуха. Цей жарт мав бути розкритий в останній серії, але автори відмовилися від такого плану у зв'язку з непослідовністю, а також із тим, що заячі вуха були б надто гротескною деталлю навіть для «Сімпсонів».

### Вік
Як і в більшості персонажів серіалу, вік Мардж змінюється відповідно до кожного конкретного сюжету. У першому сезоні вік Мардж становив 34 роки, пізніше називалася цифра 37. У серії «Стосовно Марджі» Гомер стверджує, що вони з Мардж однолітки, — отже їй має бути від 36 до 38.У коміксах її вік становить 36 з половиною років.

## Озвучення персонажу
Голос Мардж належить акторці Джулії Кавнер, яка також озвучує її сестер Патті та Сельму. Кавнер була постійною учасницею команди «Шоу Трейсі Ульман». Створюючи перші короткі серії про родину Сімпсон у рамках шоу, продюсери вирішили не залучати до озвучення сторонніх акторів, а скористатися послугами Кавнер та її партнера Дена Кастелланета.
В українській версії серіалу роль Мардж (а також Патті та Сельми) озвучує Ірина Дорошенко.

## Визнання
- Джулія Кавнер отримала премію «Еммі» за озвучення Мардж у 1992 році (за серію «Я одружився з Мардж»).
- У 2004 році Кавнер і Кастелланета отримали нагороду "Young Artist" в номінації «Найпопулярніші ролі мами й тата в телевізійному серіалі».
- За участь у повнометражному фільмі «Сімпсони» у 2007 році Кавнер була номінована на премію «Енні» в номінації «Найкраща акторка озвучення в повнометражному анімаційному фільмі». Натомість премію отримав Єн Гольм за участь у фільмі «Рататуй».